# Cathetocephalus limbatus
Cathetocephalus limbatus is een lintworm (Platyhelminthes; Cestoda). De worm is tweeslachtig. De soort leeft als parasiet in andere dieren.
Het geslacht Cathetocephalus, waarin de lintworm wordt geplaatst, wordt tot de familie Cathetocephalidae gerekend. De wetenschappelijke naam van de soort werd voor het eerst geldig gepubliceerd in 2006 door Pramanik & Manna.